# Kalanchoe grandiflora
Kalanchoe grandiflora ist eine Pflanzenart der Gattung Kalanchoe in der Familie der Dickblattgewächse (Crassulaceae).

## Beschreibung

### Vegetative Merkmale
Kalanchoe grandiflora ist eine ausdauernde, vollständig kahle Pflanze, die Wuchshöhen von 60 bis 100 Zentimeter erreicht. Die aufrechten, verzweigten Triebe weisen einen Durchmesser von bis zu 2,5 Zentimeter auf. Die sitzenden bis fast sitzenden Laubblätter sind fleischig. Die blauviolette, bläulich grüne oder glauke, längliche, breit verkehrt eiförmige, verkehrt eiförmige bis fast rhombische Blattspreite ist 4 bis 7,5 Zentimeter lang und 3 bis 3,5 Zentimeter breit. Ihre Spitze ist stumpf bis gerundet, die Basis verschmälert. Der Blattrand ist gekerbt-gezähnt. Die oberen Blätter sind oft rot gefleckt. Auf den Blättern befindet sich ein wachsartiger Überzug, der sich leicht entfernen lässt.

### Generative Merkmale
Der fast sitzende, lockere Blütenstand ist eine vielblütige, ebensträußige Rispe. Die aufrechten oder ausgebreiteten, hellgelben bis grüngelben Blüten stehen an 12 bis 18 Millimeter langen Blütenstielen. Ihre Kelchröhre ist 2,5 bis 3,5 Millimeter lang. Die eiförmig-lanzettlichen bis länglichen, zugespitzten Kelchzipfel sind plötzlich zurückgebogen und etwa 6 Millimeter lang. Die vierkantige, an der Basis geschwollene und flaschenförmige Kronröhre ist 12 bis 14 Millimeter lang. Ihre eiförmigen bis verkehrt eiförmigen, stumpfen Kronzipfel werden plötzlich lang mit einem aufgesetzten Spitzchen und sind plötzlich zurückgebogen. Sie weisen eine Länge von etwa 12 Millimeter auf und sind 4 Millimeter breit. Die Staubblätter sind oberhalb der Mitte der Kronröhre angeheftet und ragen aus der Blüte heraus. Die länglichen Staubbeutel besitzen winzig kopfige Anhängsel. Die linealischen Nektarschüppchen weisen eine Länge von etwa 4 Millimeter auf. Das längliche Fruchtblatt weist eine Länge von etwa 4 Millimeter auf. Der Griffel ist etwa 4 Millimeter lang.
Die Chromosomenzahl beträgt 2n = 34.

## Systematik und Verbreitung
Kalanchoe grandiflora ist in Indien auf Hängen und felsigem Grund mit nährstoffarmen Böden in Höhen von 1000 bis 2000 Metern verbreitet.
Die Erstbeschreibung durch Robert Wight und George Arnott Walker Arnott wurde 1834 veröffentlicht.

## Nachweise